# В'єнна (Західна Вірджинія)
В'єнна (англ. Vienna) — місто (англ. city) в США, в окрузі Вуд штату Західна Вірджинія. Населення — 10 652 особи (2020).

## Географія
В'єнна розташована за координатами 39°18′34″ пн. ш. 81°32′41″ зх. д. / 39.30944° пн. ш. 81.54472° зх. д. (39.309436, -81.544724).  За даними Бюро перепису населення США в 2010 році місто мало площу 9,82 км², з яких 9,82 км² — суходіл та 0,01 км² — водойми.

## Демографія
Згідно з переписом 2010 року, у місті мешкало 10 749 осіб у 4707 домогосподарствах у складі 3054 родин. Густота населення становила 1094 особи/км².  Було 5091 помешкання (518/км²).
Расовий склад населення:
| - 95,9 % — білих - 1,4 % — азіатів - 1,1 % — чорних або афроамериканців - 0,2 % — корінних американців |

До двох чи більше рас належало 1,0 %. Частка іспаномовних становила 0,8 % від усіх жителів.
За віковим діапазоном населення розподілялося таким чином: 20,2 % — особи молодші 18 років, 60,2 % — особи у віці 18—64 років, 19,6 % — особи у віці 65 років та старші. Медіана віку мешканця становила 43,8 року. На 100 осіб жіночої статі у місті припадало 88,7 чоловіків;  на 100 жінок у віці від 18 років та старших — 84,6 чоловіків також старших 18 років.
Середній дохід на одне домашнє господарство  становив 70 610 доларів США (медіана — 46 968), а середній дохід на одну сім'ю — 87 319 доларів (медіана — 62 323). Медіана доходів становила 44 286 доларів для чоловіків та 36 536 доларів для жінок. За межею бідності перебувало 10,2 % осіб, у тому числі 19,8 % дітей у віці до 18 років та 4,3 % осіб у віці 65 років та старших.
Цивільне працевлаштоване населення становило 4941 осіб. Основні галузі зайнятості: освіта, охорона здоров'я та соціальна допомога — 23,2 %, роздрібна торгівля — 15,0 %, мистецтво, розваги та відпочинок — 13,0 %, виробництво — 11,6 %.